# 中林子
中林子，原寫為中林仔，是臺灣高雄市小港區的一個傳統地域名稱，位於該區中南部靠東側邊界地帶。相較於今日行政區，其範圍大致包括鳳森里東南部不含其西南側、龍鳳里西北部凸出部分的東端及東北部狹長凸出部分不含其南北兩端、山明里南部較小凸出部分的西南半部、坪頂里西南端、鳳鳴里東北半部，以及林園區的龔厝里西北部邊界地帶中央大段、林家里西北部邊界地帶中央段。
本地區大部分位於臨海工業區範圍內。

## 歷史
台灣日治初期，中林子地區為一街庄，稱為「中林仔庄」（舊制街庄），隸屬於鳳山下里。該庄昔日北與鹽水港庄為鄰，東北與二橋庄為鄰，東南與王公廟庄為鄰，南邊為鳳鼻頭庄，西邊為大林蒲庄。
1901年（日治明治三十四年）11月11日，全台廢縣廳改設二十廳，該庄隸屬於鳳山廳。1904年（明治三十七年）5月3日，該庄編入「大林蒲區」，隸屬於鳳山廳。1909年（明治四十二年）10月25日，全台合併二十廳為十二廳，大林蒲區改隸屬於臺南廳。1920年（大正九年）10月1日，全台地方制度大改正，廢十二廳改設五州二廳，該庄改制並雅化為「中林子」大字，隸屬於高雄州鳳山郡小港庄（新制街庄）。
戰後小港庄改制為小港鄉，隸屬於高雄縣，大字亦改制為村。1950年（民國39年）10月1日，高、屏分治，小港鄉仍隸屬於高雄縣。1979年（民國68年）7月1日，省轄高雄市升格為院轄高雄市，同時將小港鄉併入成為小港區，村亦改制為里。2010年（民國99年）12月25日，高雄縣、市合併為新院轄高雄市。

## 聚落
本地區發展較早的聚落為中林仔（已消失），在日治初期的官方地圖上已有記載。

## 交通
省道台17線又稱「西部濱海公路」，是甲南至水底寮的幹道，經過本地區中部略偏東南。由該道路北行可前往小港區小港市區、前鎮區/鳳山區西南端、苓雅區、前金區/新興區交界地帶、前金區、三民區等地；南行可前往林園區、屏東縣新園鄉、東港鎮、林邊鄉等地。

## 產業
- 臨海工業區（部分）